# Nizozemská organizace pro aplikovaný vědecký výzkum
Nederlandse Organisatie voor Toegepast Natuurwetenschappelijk Onderzoek (TNO; anglicky Netherlands Organisation for Applied Scientific Research) je nezisková společnost, v Nizozemsku, která se zaměřuje na aplikovaní vědy.
TNO je organizace, která provádí výzkum a nabízí odborné poradenské služby pro firmy, samosprávy a veřejné organizace. Se zhruba 3800 zaměstnanci, kteří rozvíjí a aplikují znalosti z vědecké sféry, tvoří TNO největší výzkumný ústav v Nizozemsku. Mimo jiné TNO testuje a certifikuje produkty a služby, a provádí nezávislé hodnocení kvality.
TNO se může do jisté míry porovnat výzkumné organizaci Fraunhofer Society v Německu, CSIRO v Austrálii a nebo Joanneum Research v Rakousku.

## Historie
TNO bylo založeno na základě Nizozemského zákona z roku 1932, kde se mimo jiné vztyčila mise TNO: podpora společnosti a vlády s inovativními a praktickými znalostmi.

## Zaměření výzkumu
Výzkum je v TNO zaměřen na 5 oblastí:
- Energie
- Průmysl
- Zdravé žití
- Obrana, zabezpečení a bezpečnost
- Urbanizace

V roce 1994 se TNO Primate Centre v Rijswijku, Nizozemí, stalo nezávislou organizací, tzv. Biomedicínské centrum pro výzkum primátů.
TNO je součástí konsorcia, které postavilo jako první na světě cyklostezku vyrobenou ze solárních panelů, známou jako "SolaRoad".

## Umístění
TNO má sídlo v Haagu. Výzkumné ústavy se nachází v: Delft, Rijswijk, Leiden, Groningen, Apeldoorn, Helmond, Soesterberg, Utrecht, Den Helder, Zeist a Eindhoven. TNO má také mezinárodní pobočky v Tokiu (Japonsko), Toronto (Kanada), Bruselu (Belgie), Doha (Katar), Singapuru a Aruba, které slouží zejména pro kontakt se zákazníky.